# سيدي عبد الله (القيروان)
سِيدِي عَبْد الله (كان اسمها سِيدِي عَبْد الله بِالحَاج) قرية تقع بمعتمدية الشبيكة بولاية القيروان من الوسط التونسي. ترقيمها البريدي هو 3121.